# Club de Regatas Vasco da Gama
El Club de Regatas Vasco da Gama, conocido popularmente como Vasco da Gama o simplemente Vasco, es una asociación multideportiva brasileña de Río de Janeiro, Brasil, considerada como una de las instituciones de fútbol más importantes de su país, siendo considerado por sus aficionados un símbolo de antirracismo y multiculturalismo debido a su historia. Actualmente participa en el Campeonato Brasileño de Serie A.
Fue fundado el 21 de agosto de 1898 por un grupo de remeros que, inspirados en las celebraciones del cuarto centenario del descubrimiento de la ruta marítima hacia la India en 1498, decidieron darle al club el nombre del portugués que encabezó tal hazaña: el navegante Vasco da Gama. Su escudo y vestimenta es negra con una franja diagonal blanca y una cruz roja. La combinación de negro y blanco simboliza la integración racial y étnica de la institución. Desde 1927 juega en el Estadio São Januário.
Aunque su fundación inicial tuvo énfasis en el fútbol y el remo (área en que terminó siendo uno de los más grandes campeones del país), Vasco da Gama también cubre otros deportes, como el atletismo, voleibol de playa, fútbol playa, baloncesto, jiu-jitsu, bodyboard, halterofilia, entre otros.
Vasco da Gama es uno de los clubes más influyentes de Brasil a nivel futbolístico. Es uno de los cuatro grandes de Río de Janeiro y mantiene grandes rivalidades con los otros tres grandes de Río: con el Flamengo, disputa el Clássico dos Milhões, enfrentamiento calificado por diversas encuestas como el de mayor rivalidad en el país, asimismo juega el Clássico dos Gigantes contra Fluminense y el Clássico da Amizade con el Botafogo.
En su palmarés internacional destacan el Campeonato Sudamericano de Campeones de 1948 —siendo el «primer club campeón de América»—, la Copa Libertadores 1998 (conquistados el primero en el cincuentenario del club y la segunda, en su centenario), y la Copa Mercosur 2000. A nivel nacional consiguió cuatro ediciones del Campeonato Brasileño de Serie A en 1974, 1989, 1997 y 2000, la Copa de Brasil de 2011 y tres ediciones del Torneo Río-São Paulo. A nivel estadual, Vasco da Gama venció 24 veces el Campeonato Carioca, lo que lo coloca tercero por detrás de Flamengo y Fluminense.

## Historia

### 1898–1927: Fundación, losCamisas Negrasy la Respuesta Histórica
El Club de Regatas Vasco da Gama fue fundado el 21 de agosto de 1898 por iniciativa de cuatro jóvenes remadores cansados de ir a Niterói a practicar su deporte favorito. Varios acontecimientos marcaron los primeros años después de la fundación, incluyendo la elección del primer presidente no blanco en la historia de los clubes deportivos de Río, debido a que en esta época el racismo dominó el deporte.[cita requerida]

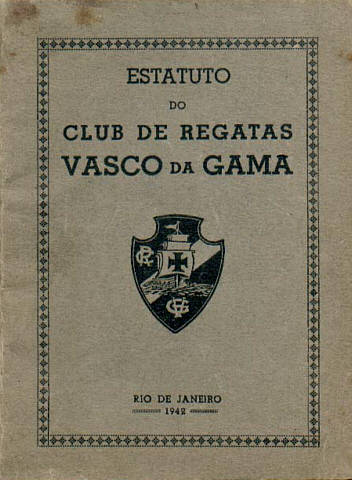
Estatuto de 1942 del Club de Regatas Vasco da Gama.

El éxito en el remo hizo que el 26 de noviembre de 1915, basándose en el Lusitania FC, Vasco formara su primer equipo de fútbol, incorporando a su equipo a jugadores de cualquier origen étnico, siempre que supieran jugar al fútbol, como negros, mulatos, portugueses y blancos pobres de clase trabajadora. En 1923, después de haber ganado el Campeonato Carioca Serie B del año anterior, Vasco se unió a los clubes grandes de Río de Janeiro y ganó su primer Campeonato Carioca en su debut,  con un equipo que era conocido como Camisas Negras, el primer equipo con miembros afrodescendientes y obreros en ser campeón, siendo considerado uno de los equipos de fútbol más importantes de Vasco da Gama.[cita requerida]
En 1924, los demás clubs de Río de Janeiro se unieron para impedir que el Vasco participara en la competición, argumentando que el club cruzmaltino estaba integrado por atletas de 'dudosa profesión' y que no contaba con un estadio en buenas condiciones. De hecho, exigieron que el club debía excluir a doce jugadores de la competición - los cuales eran negros y trabajadores. El presidente del Vasco, José Augusto Prestes, envió una carta que más tarde se conocería como la Respuesta Histórica, no aceptando los términos requeridos. Los opositores formaron una nueva liga, sin Vasco, que funcionó de forma paralela al campeonato del año 1924. Al año siguiente, después de varias conversaciones, el club volvió a unirse con la élite de la división de fútbol carioca, con la condición de disputar sus partidos en el campo del Andarahy Athletico Club. Pese a ello, Vasco decidió construir su propio estadio, para acabar con cualquier demanda.[cita requerida]

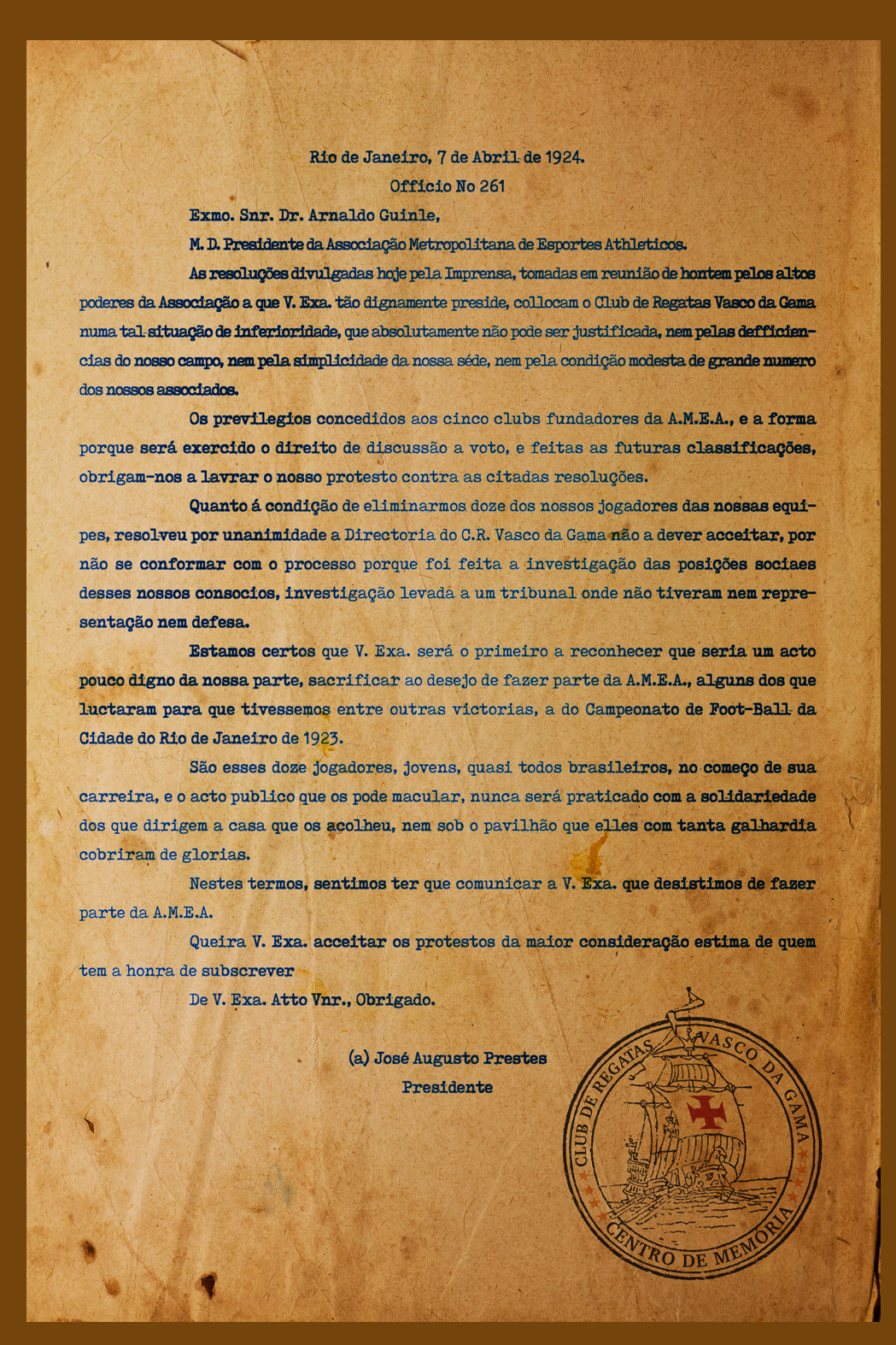
La carta hoy conocida como la Respuesta Histórica.

En 1927, Vasco inauguró el estadio más grande de Brasil en ese momento, el São Januário, que es considerado por sus aficionados como un símbolo de resistencia. El estadio fue construido en diez meses y con dinero recaudado a través de la "Campaña de los Diez Mil Socios" que recibió donaciones de aficionados de toda la ciudad. Dos años más tarde inauguró iluminación artificial, y fue el único club con la posibilidad de acoger juegos por la noche.

### 1934–1969:Expresso da Vitória, el primer campeón continental e intercontinental
En la década del 30 Vasco se convirtió en el segundo club brasileño en ser invitado a una gira internacional. En 1934, con craks como Leônidas da Silva, Domingos da Guia, Fausto y Cia, el gigante de la colina conquistó el Campeonato Carioca.  Después del título de la Copa Luis Aranha, en 1940, el club pasó por un período considerable sin títulos, hasta la formación de un gran equipo denominado el "Expresso da Vitoria." 
En 1944 vuelve a ganar títulos constantemente, primero consigue los dos campeonatos invictos en 1945 y 1947. Por esta razón el club recibe la invitación para participar en el Campeonato Sudamericano de Campeones, título que Vasco ganaría de forma invicta. En 1949 el cruzmaltino volvería a ganar otro título invicto en el estadual, tras una goleada sobre Flamengo por 5 a 2, después de haber estado perdiendo por 2 a 0.
En la Copa del Mundo de 1950 el Equipo Nacional de Brasil se estaba preparando para el primer título mundial con un equipo que tenía a cinco jugadores en Vasco da Gama. Sin embargo, el 16 de julio de 1950, la selección sería derrotada en el Maracanã por la selección uruguaya. Habiendo fracasado en el primer gol del equipo oponente, Barbosa, portero de Vasco, terminó siendo acusado como el principal culpable por el resultado. 
En 1953 había llegado el momento de la renovación, cracks como Vavá (desde 1952), Bellini, Sabará y Pinga se incorporaron al equipo. Hasta 1958 el club fue el ganador de los principales títulos de la época, entre ellos dos estaduales, los de 1956 y 1958, el torneo Río-Sao Paulo en 1958, la Pequeña Copa del Mundo de Clubes (disputada en Venezuela con clubes como el Real Madrid, A.S. Roma y F. C. Oporto) en 1957. En ese mismo año, Vasco da Gama volvería a ganarle al Real Madrid por 4 a 3 en la final del torneo de París y también le ganaría al FC Barcelona por 7 a 2 en el Camp Nou.
Después de que gana el estadual de 1958, el gigante de la colina solo ganaría su próximo título en 1966, el torneo Río-Sao Paulo, conjuntamente con otros clubes. Los años 60 marcaron una profunda crisis en el club que se pondría fin en 1969. 

### 1974–1989: Era Roberto Dinamite y los primeros títulos nacionales

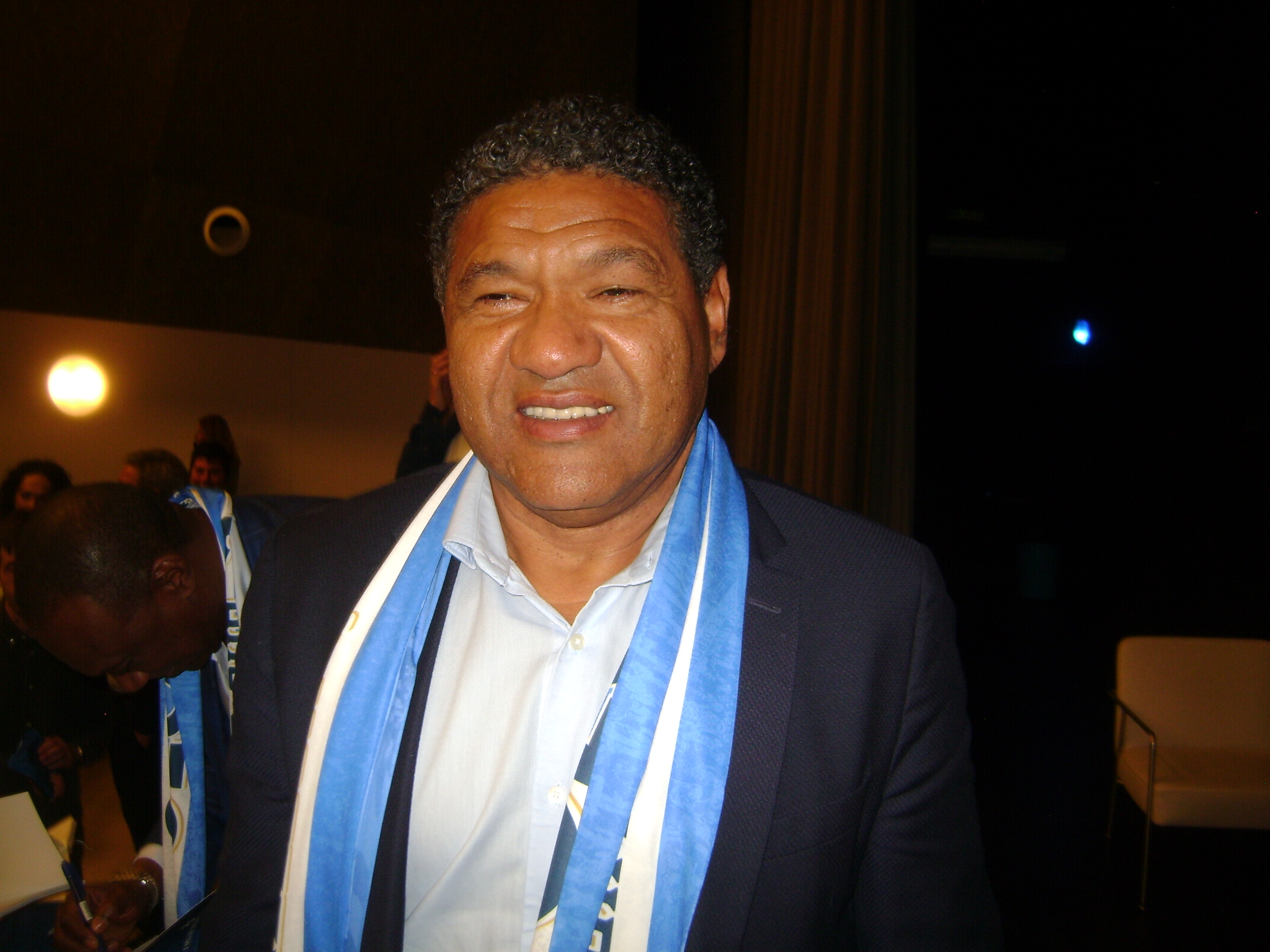
Donato jugó en el Vasco entre 1983-1988.

En los años 70 Vasco comenzó a recuperarse después ganar el título estadual en 1970 y tras el surgimiento del más grande ídolo en la historia del club, Roberto Dinamite. En ese momento Vasco compitió y ganó grandes títulos, como el Campeonato Brasileño en 1974 y el estadual de 1977. 
Durante los años 80 Vasco ganó tres estaduales y también el bicampeonato de Brasil en 1989, luego de montar un equipo que pasó a conocerse como la Selección Vasco, esto porque contaba con ídolos como Bebeto. Vasco fue campeón tras derrotar a Sao Paulo en el Morumbi por 1 a 0, con una tremenda invasión de 25 mil aficionados vascaínos en el estadio.

### 1992–2003: Centenario, Copa Libertadores y el Cambio del Siglo
La década de 1990 marcó el adiós del ídolo Roberto Dinamite en 1993 y el surgimiento de nuevos ídolos como Edmundo, Felipe, Pedrinho y Juninho Pernambucano. En 1992 se inicia la conquista del tricampeonato estadual, el cual concluyó tras las conquistas de 93 y 94, luego en 1997, después de un año brillante de Edmundo, conquistó el tercer Campeonato Brasileño. 
El año del centenario del Club se inició con el carnaval en el Unidos da Tijuca en honor al club. La samba-parcela fue inmortalizado por los fanáticos vascaínos incluso antes de que el desfile de ese año y, hasta el día de hoy, es cantado por la multitud. La conquista de la Copa Libertadores, derrotando al Barcelona Sporting Club de Guayaquil en la final, ocurrió apenas cinco días después del aniversario del Club. La alegría fue sólo una centésima parte de la adversidad: la pérdida de la Copa Intercontinental con el Real Madrid.
En el Campeonato Brasileño de 2000, Vasco se coronó campeón derrotando al favorito Cruzeiro, para después levantar la Copa Mercosur ante un aguerrido Palmeiras, completando un año redondo. Los siguientes años fueron de pocas alegrías para el club carioca, con excepción del 2003, cuando ganó su 22° campeonato estatal. Desde entonces Vasco completó un largo ayuno de títulos.

### 2008–2021: Tiempos difíciles
En 2008, tras una pésima campaña, termina en el puesto 18 de 20 equipos y desciende por primera vez en su historia a la Serie B del Campeonato Brasileño.
En 2009 el equipo de Río realiza una gran campaña y regresa a la élite, coronándose campeón de segunda división.
En 2010 los principales logros del club serían la abultada victoria ante su rival Botafogo, al que derrota por 6 a 0 en el campeonato de Río. Por otra parte, el club acumula una racha de 14 partidos invitos, pero no se corona campeón. Aquel año demuestra la calidad su cantera haciendo debutar grandes jugadores como Dedé y Coutinho.
En 2011 el club tuvo una gran temporada. El equipo se convirtió en una sensación en Brasil y en Sudamérica. El club fue campeón de la Copa de Brasil asegurando un lugar para la Copa Libertadores del siguiente año, pero no se detuvo allí, el equipo conocido como el tren bala-the-Hill, llegó a las semifinales de la Copa Sudamericana 2011 y se coronó subcampeón de la Liga brasileña. En la temporada 2012 acaba en quinta posición, pero no clasifica a ninguna copa internacional y es eliminado tanto de la Copa de Brasil, como también de la Copa Libertadores en los cuartos de final. En 2013 acabó descendiendo por segunda vez a la Serie B tras perder en la última jornada ante el Atlético Paranaense. En el año 2015 vuelve a ascender a la Serie A, pero nuevamente los malos resultados, en conjunto con una pésima productividad financiera, le impiden permanecer en la élite y vuelven a ser relegados a segunda división tras empatar en la última fecha del torneo como visitante ante el Coritiba 0 a 0. Vasco logra el ascenso a primera división en 2017, pero nuevamente el club se vería enfrascado en deudas y malos resultados, salvándose en 2018 de descender por tan solo por un punto de diferencia con Sport Recife. Incapaz de sustentarse en materia económica y futbolística, descendió nuevamente a la Serie B en 2020, sumando así su cuarto descenso en tan solo 12 años.

### 2022–presente: Transformación en club-empresa
El 22 de febrero de 2022, se anunció que 777 Partners, una firma de inversión privada con sede en Miami fundada por Steven W. Pasko y Josh Wander, compró una participación mayoritaria en Vasco da Gama. Según los términos del acuerdo, 777 Partners adquirió una participación del 70% en el club, valorada en aproximadamente 330 millones de dólares.
En 2023, tras una buena campaña en Serie B, obtiene el merecido ascenso. Sin embargo, su rendimiento al comienzo de la temporada de vuelta a la élite no es el esperado, logrando tan solo 9 puntos al terminar la primera rueda. Ramón Díaz, entrenador argentino que logró la victoria con River Plate en la Copa Libertadores de América en 1996, asumió como técnico del Vasco da Gama y consiguió acumular 36 puntos en las 23 jornadas restantes. En la última fecha del campeonato, Vasco derrotó a Red Bull Bragantino por 2 a 1 en casa, asegurando su permanencia en la categoría y relegando al Santos a su primer descenso en la historia. A finales de 2023, el exjugador y comentarista Pedrinho es elegido presidente del club.
En 2024, tras una derrota ante Criciúma en São Januário, 777 Partners y el técnico Ramón Díaz tuvieron un desacuerdo que derivó en el despido del técnico. 777 Partners contrata a Álvaro Pacheco para reemplazarlo. En medio de esto, el presidente Pedrinho envió una solicitud al Tribunal de Justicia de Río de Janeiro para suspender el contrato del club con 777 Partners, basándose en las numerosas acusaciones legales y financieras contra la empresa hechas en el extranjero. Pedrinho logra recuperar el control del fútbol del Vasco y despide a Pacheco tras una histórica derrota ante el Flamengo por 1-6. El técnico interino Rafael Paiva, junto con las llegadas de Alex Teixeira, Souza y la estrella Philippe Coutinho, ayudaron al Vasco a llegar a las semifinales de la Copa de Brasil y terminar décimo en el Campeonato Brasileño Série A, garantizando la participación en la Copa Sudamericana 2025.

## Uniforme
- Uniforme titular: Camiseta negra con franja diagonal blanca, pantalón negro y medias negras.
- Uniforme alternativo: Camiseta blanca con franja diagonal negra, pantalón blanco y medias blancas.
- Tercer uniforme: Camiseta negra, pantalón blanco y medias negras.

### Evolución del uniforme

#### Uniforme titular
| 1998 | 1999 | 2000 | Mundial 2000 | 2010 | 2011 | 2012 | 2013 | 2014 |

| 2015-2016 | 2017 | 2017 | 2018 | 2019 | 2020-2021 | 2021-2022 | 2022-2023 | 2023-2024 |

| 2024 |

#### Uniforme alternativo
| 1998 | 1999 | 2000 | Mundial 2000 | 2010 | 2011 | 2012 | 2013 | 2014 |

| 2015-2016 | 2017 | 2017 | 2018 | 2019 | 2020-2021 | 2021-2022 | 2022-2023 | 2023-2024 |

| 2024 |

## Hinchada

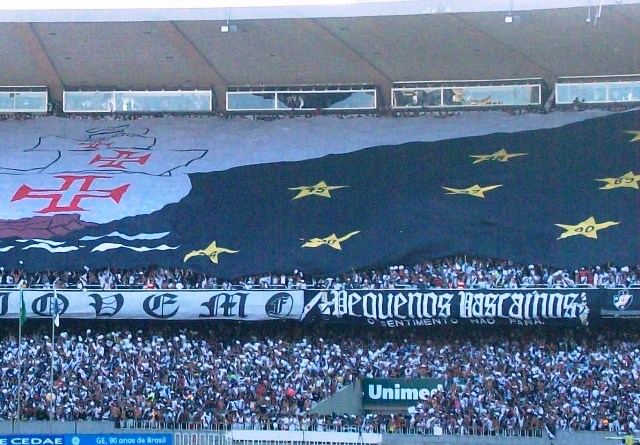
Hinchada de Vasco da Gama en el Maracaná en 2010.

La hinchada de Vasco es la segunda mayor hinchada de Río de Janeiro y una de las más grandes de Brasil, según la investigación actual Vasco oscila entre el cuarto y quinto lugar con mayor hinchada del país.Vasco da Gama tiene hinchas en todo Brasil, especialmente en las regiones sudeste, norte, nordeste y en la capital del país, Brasilia.
Los aficionados del Vasco de Gama, también conocidos como "Vascainos" o "Cruzmaltinos" son reconocidos en todo el país por su devoción y fiel seguimiento al club incluso en los momentos más difíciles, pues llenan cada fin de semana São Januário. Muchos lo consideran uno de los fanáticos más ruidosos, en contraste con la enorme, pero más silenciosa, hinchada de su archirrival Flamengo. En abril de 2023, CNN realizó una encuesta que reveló que Vasco es el equipo con más hinchas considerados "fanáticos" en los clubes de la Región Sudeste y entre el G-12 (doce grandes), además de ser el tercero del país.
El club tiene una estrecha relación con la favela que cubre São Januario, conocida como 'Barreira do Vasco', tiene proyectos sociales en la comunidad, y alrededor de 90 empleados del club son residentes locales. Es un lugar para que los aficionados se reúnan y celebren antes y después de los partidos. En 2023, la hinchada se llenó la Barreira do Vasco para ver jugar al equipo en una pantalla grande en Salvador, Bahía.

## Estadio

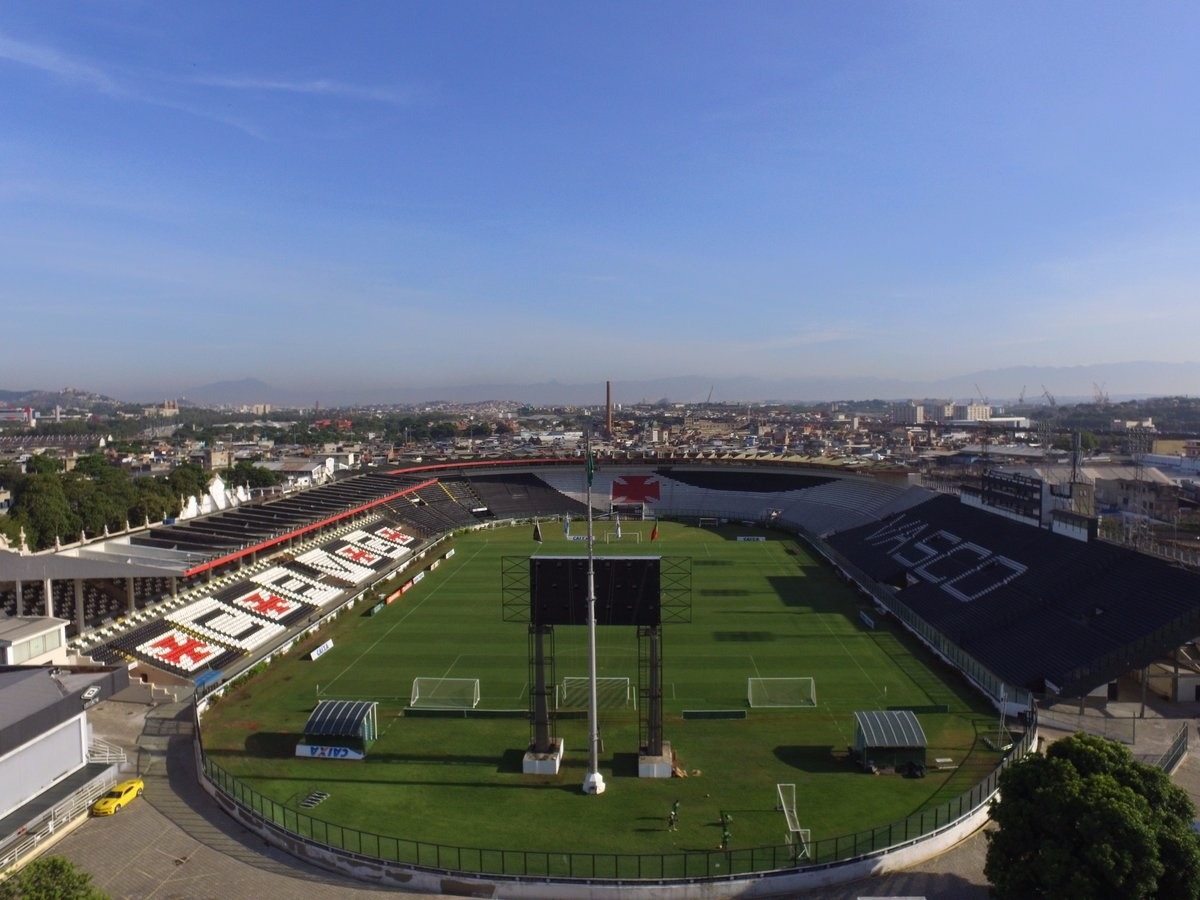
Estadio Sāo Januário

El Estadio Vasco da Gama, más conocido como São Januário debido a su localización, ubicado en la calle del mismo nombre en la ciudad brasileña de Río de Janeiro, es un estadio de fútbol inaugurado el 21 de abril de 1927 con un partido entre Vasco y Santos, con victoria visitante por 5 a 3. Debido a la posición de su estadio, a menudo se lo conoce como Estadio da Colina (Estadio de la colina), que a su vez le ha dado a Vasco el sobrenombre de Gigante da Colina (Gigante de la colina), siendo uno de los pocos estadios específicos de la Asociación de fútbol en el mundo que tiene bancos de equipo y áreas de entrenamiento detrás de la línea de gol en el mismo extremo del campo. Su fachada es considerada como parte del Patrimonio Histórico y Artístico Nacional del Brasil. Tiene una capacidad aproximada de 21.880 espectadores sentados.
Vasco da Gama, es, además, el único club de fútbol de Río de Janeiro que tiene su estadio privado. Otros grandes clubes (como Flamengo, Fluminense y Botafogo) tienen que alquilar otros lugares (Flamengo y Fluminense juegan en Maracanã, propiedad del estado de Río de Janeiro, y Botafogo juega en el Estadio Nilton Santos, propiedad de la ciudad de Río de Janeiro).

## Jugadores

### Plantilla 2025

#### Altas y bajas 2025 (invierno)
| Altas         | Altas    | Altas        | Altas  | Altas |
| Jugador       | Posición | Procedencia  | Tipo   | Costo |
| ------------- | -------- | ------------ | ------ | ----- |
| Thiago Mendes | Volante  | Agente libre | Libre. | --    |

| Bajas   | Bajas    | Bajas   | Bajas | Bajas |
| Jugador | Posición | Destino | Tipo  | Costo |
| ------- | -------- | ------- | ----- | ----- |

## Entrenadores
- Carlos Scarone (abril de 1938–mayo de 1939)[66][67][68]
- Ramón Platero (mayo de 1939–abril de 1940)[69][70]
- Gentil Cardoso (mayo de 1940–septiembre de 1940)[71][72][nota2 1]
- "Harry" Welfare (septiembre de 1940–diciembre de 1941)[74][75][76]
- Telêmaco Frazão (febrero de 1942–agosto de 1942)[77][78][nota2 2]
- Juca (agosto de 1942–?)[78]
- Ondino Viera (marzo de 1943–julio de 1946)[80][81]
- Ernesto Santos (julio de 1946–septiembre de 1946)[81][82][83]
- Gentil Cardoso (abril de 1952–enero de 1953)[84][85][86]
- Carlos Volante (enero de 1953–febrero de 1953)[86][87]
- Flávio Costa (febrero de 1953–febrero de 1956)[87][88]
- Augusto da Costa (interino- febrero de 1956–marzo de 2016)[88][89]
- Martim Francisco (marzo de 1956–noviembre de 1957)[90][91]
- Gradim (interino- noviembre de 1957–?)[91]
- Yustrich (octubre de 1959–marzo de 1960)[92][93]
- Filpo Núñez (abril de 1960–agosto de 1960)[94][95]
- Eli do Amparo (agosto de 1960–octubre de 2018)[95][96]
- Abel Picabea (octubre de 1960–febrero de 1961)[96][97]
- Antônio Lopes (julio de 1981–mayo de 1983)[98][99]
- Antônio Lopes (julio de 1985–agosto de 1986)[100][101]
- Cláudio Garcia (agosto de 1986–1986)[102]
- Joel Santana (1986–1987)
- Alcir Portela (?–agosto de 1990)[103]
- Zagallo (agosto de 1990–1991)[103]
- Antônio Lopes (1991–1991)
- Joel Santana (1992–1993)
- Antônio Lopes (1996–marzo de 2000)[104]
- Alcir Portela (interino- marzo de 2000–?)[104]
- Joel Santana (2000–2001)
- Antônio Lopes (2002–2003)
- Mauro Galvão (2003)[105]
- Geninho (diciembre de 2003 - septiembre de 2004)[105][106]
- Joel Santana (septiembre de 2004–2005)[106]
- Dário Lourenço (abril de 2005–julio de 2005)[107][108]
- Renato Gaúcho (julio de 2005–abril de 2007)[109][110]
- Celso Roth (abril de 2007–octubre de 2007)[111][112]
- Romário (octubre de 2007)[113][114]
- Valdir Espinosa (octubre de 2007–diciembre de 2007)[114][115]
- Romário (diciembre de 2007–febrero de 2008)[116][117]
- Gaúcho (interino- ?–mayo de 2010)[118]
- Celso Roth (mayo de 2010–junio de 2010)[118][119]
- Paulo César Gusmão (junio de 2010–enero de 2011)[120][121]
- Ricardo Gomes (febrero de 2011–agosto de 2011)[122][123]
- Cristóvão Borges (interino- agosto de 2011–?/?–septiembre de 2012)[123][124]
- Gaúcho (interino- septiembre de 2012)[124]
- Marcelo Oliveira (septiembre de 2012–noviembre de 2012)[125][126]
- Gaúcho (interino- noviembre de 2012/noviembre de 2012–marzo de 2013)[126][127][128]
- Adílson Batista (octubre de 2013–agosto de 2014)[129][130]
- Joel Santana (septiembre de 2014–diciembre de 2014)[131][132]
- Doriva (diciembre de 2014–junio de 2015)[133][134]
- Jorginho (agosto de 2015–noviembre de 2016)[135][136]
- Cristóvão Borges (noviembre de 2016–marzo de 2017)[137][138]
- Milton Mendes (marzo de 2017–agosto de 2017)[139][140]
- Valdir Bigode (interino- agosto de 2017)[141]
- Zé Ricardo (agosto de 2017–junio de 2018)[142][143]
- Valdir Bigode (interino- junio de 2018)[143]
- Jorginho (junio de 2018–agosto de 2018)[144][145]
- Valdir Bigode (interino- agosto de 2018)[145]
- Alberto Valentim (agosto de 2018–abril de 2019)[146]
- Marcos Valadares (interino- abril de 2019–mayo de 2019)[147]
- Vanderlei Luxemburgo (mayo de 2019–diciembre de 2019)[148][149]
- Abel Braga (diciembre de 2019–marzo de 2020)[150][151]
- Ramon Menezes (marzo de 2020–octubre de 2020)[152][153]
- Alexandre Grasselli (interino- octubre de 2020)[154]
- Ricardo Sá Pinto (octubre de 2020–diciembre de 2020)[155][156]
- Vanderlei Luxemburgo (enero de 2021–febrero de 2021)[157][158]
- Marcelo Cabo (marzo de 2021–julio de 2021)[159][160]
- Lisca (julio de 2021–septiembre de 2021)[161][162]
- Fernando Diniz (septiembre de 2021–noviembre de 2021)[163][164]
- Fábio Cortez (interino- noviembre de 2021–diciembre de 2021)[164]
- Zé Ricardo (diciembre de 2021–junio de 2022)[165][166]
- Emílio Faro (interino- junio de 2022)[166]
- Maurício Souza (junio de 2022–julio de 2022)[167][168]
- Emilio Faro (interino- julio de 2022–septiembre de 2022)[168]
- Jorginho (septiembre de 2022–noviembre de 2022)[169][170]
- Maurício Barbieri (diciembre de 2022–junio de 2023)[171][172]
- William Batista (interino- junio de 2023–julio de 2023)[172][173]
- Ramón Díaz (julio de 2023–abril de 2024)[173][174]
- Rafael Paiva (interino- abril de 2024–mayo de 2024)[174]
- Álvaro Pacheco (mayo de 2024–junio de 2024)[175][176]
- Rafael Paiva (junio de 2024–noviembre de 2024)[176][177]
- Fábio Carille (diciembre de 2024–abril de 2025)[178][179]
- Felipe Loureiro (abril de 2025–mayo de 2025)[180]
- Fernando Diniz (mayo de 2025–presente)[9]

1. ↑  Cardoso entrenaba el club desde el 7 de abril de 1940[73]
2. ↑  El equipo lo anunció en diciembre de 1941,[79] pero Frazão firmó el contrato en febrero de 1942.[77]

## Participaciones internacionales
| Torneo                                   | Ediciones                                            |
| ---------------------------------------- | ---------------------------------------------------- |
| Copa Libertadores (9)                    | 1975, 1980, 1985, 1990, 1998, 1999, 2001, 2012, 2018 |
| Campeonato Sudamericano de Campeones (1) | 1948                                                 |
| Copa Intercontinental (1)                | 1998                                                 |
| Copa Mundial de Clubes (1)               | 2000                                                 |
| Copa Internacional de Río (2)            | 1951, 1953                                           |
| Copa Sudamericana (8)                    | 2003, 2006, 2007, 2008, 2011, 2018, 2020, 2025       |
| Copa Mercosur (4)                        | 1998, 1999, 2000 y 2001                              |
| Copa Conmebol (2)                        | 1993, 1996                                           |
| Supercopa Sudamericana (1)               | 1997                                                 |
| Copa Interamericana (1)                  | 1998                                                 |

### Por competición
- En negrita competiciones en activo.

| Torneo                                 | TJ | PJ  | PG | PE | PP | GF  | GC  | Dif. | Puntos |
| -------------------------------------- | -- | --- | -- | -- | -- | --- | --- | ---- | ------ |
| Campeonato Sudamericano de Campeones   | 1  | 6   | 4  | 2  | 0  | 12  | 3   | +9   | 10     |
| Copa Libertadores de América           | 9  | 74  | 30 | 23 | 21 | 94  | 76  | +18  | 107    |
| Copa Intercontinental                  | 1  | 1   | 0  | 0  | 1  | 1   | 2   | -1   | 0      |
| Copa Mundial de Clubes                 | 1  | 4   | 3  | 1  | 0  | 7   | 2   | +5   | 10     |
| Copa Internacional de Clubes Campeones | 2  | 12  | 9  | 2  | 1  | 29  | 14  | +15  | 29     |
| Copa Sudamericana                      | 8  | 36  | 13 | 8  | 15 | 48  | 51  | -3   | 47     |
| Copa Conmebol                          | 2  | 8   | 4  | 0  | 4  | 12  | 8   | +4   | 12     |
| Copa Mercosur                          | 4  | 31  | 14 | 8  | 9  | 47  | 35  | +12  | 50     |
| Supercopa Sudamericana                 | 1  | 10  | 5  | 2  | 3  | 14  | 16  | -2   | 17     |
| Copa Interamericana                    | 1  | 2   | 1  | 0  | 1  | 1   | 2   | -1   | 3      |
| Total                                  | 30 | 184 | 83 | 46 | 55 | 265 | 209 | +56  | 285    |

## Palmarés

### Títulos oficiales
Nota: en negrita competiciones vigentes en la actualidad.
Torneos nacionales
| Competiciones nacionales  | Títulos                 | Subtítulos              |
| ------------------------- | ----------------------- | ----------------------- |
| Serie A (4/4)             | 1974, 1989, 1997, 2000. | 1965, 1979, 1984, 2011. |
| Copa de Brasil (1/1)      | 2011.                   | 2006.                   |
| Supercopa de Brasil (0/1) |                         | 1990.                   |
|                           |                         |                         |
| Serie B (1/0)             | 2009.                   |                         |

Torneos internacionales
| Competiciones internacionales                 | Títulos                   | Subtítulos |
| --------------------------------------------- | ------------------------- | ---------- |
| Copa Mundial de Clubes de la FIFA (0/1)       |                           | 2000.      |
| Copa Intercontinental (0/1)                   |                           | 1998.      |
| Copa Interamericana (0/1)                     |                           | 1998.      |
| Copa Libertadores de América (1/0)            | 1998.                     |            |
| Campeonato Sudamericano de Campeones (1/0)    | 1948.(Récord)             |            |
| Copa Mercosur (1/0)                           | 2000. (Récord compartido) |            |
| Copa Internacional de Clubes Campeones* (1/0) | 1953. (Récord compartido) |            |

(*) Algunos clubes la contabilizan en su propio palmarés personal; no obstante, sin ser oficial por ningún estamento continental ni mundial, solo tiene reconocimiento a nivel nacional por la CBF.
Torneos interestaduales
| Competiciones interestaduales          | Títulos           | Subtítulos                          |
| -------------------------------------- | ----------------- | ----------------------------------- |
| Torneo Río-São Paulo (3/6)             | 1958, 1966, 1999. | 1950, 1952, 1953, 1957, 1959, 2000. |
| Torneo João Havelange (1/0)            | 1993. (Récord)    |                                     |
|                                        |                   |                                     |
| Copa de Campeones Río-São Paulo* (1/6) | 1936.             | 1929, 1934, 1945, 1947, 1956, 1987. |

(*) Algunos clubes la contabilizan en su propio palmarés personal; no obstante, sin ser oficial por ningún estamento estadual ni nacional.
Torneos estaduales
| Competiciones estaduales             | Títulos | Subtítulos |
| ------------------------------------ | --- | --- |
| Campeonato Carioca (24/26)           | 1923, 1924, 1929, 1934, 1936, 1945, 1947, 1949, 1950, 1952, 1956, 1958, 1970, 1977, 1982, 1987, 1988, 1992, 1993, 1994, 1998, 2003, 2015, 2016. | 1926, 1928, 1930, 1931, 1935, 1944, 1948, 1961, 1968, 1974, 1976, 1978, 1979, 1980, 1981, 1986, 1990, 1996, 1997, 1999, 2000, 2001, 2004, 2014, 2018, 2019. |
| Taça Guanabara (12/14)               | 1976, 1977, 1986, 1987, 1990, 1992, 1994, 1998, 2000, 2003, 2016, 2019.                                                                         | 1973, 1979, 1982, 1985, 1988, 1993, 1996, 1997, 1999, 2002, 2010, 2012, 2013, 2023.                                                                         |
| Taça Guanabara (Independiente) (1/0) | 1965. | |
| Taça Río (11/8)                      | 1984, 1988, 1992, 1993, 1998, 1999, 2001, 2003, 2004, 2017, 2021. (Récord)                                                                      | 1978, 1987, 1989, 1996, 2000, 2002, 2011, 2012. |
| Copa Río (2/0)                       | 1992, 1993. | |
| Torneo Municipal (4/1)               | 1944, 1945, 1946, 1947. (Récord) | 1948. |
| Torneo Relâmpago (2/2)               | 1944, 1946. (Récord) | 1943, 1945. |
| Torneo Extra (2/2)                   | 1973, 1990. (Récord) | 1938, 1941. |
| Torneo de Inicio (10/7)              | 1926, 1929, 1930, 1931, 1932, 1942, 1944, 1945, 1948, 1958. (Récord)                                                                            | 1921, 1950, 1952, 1953, 1955, 1957, 1977. |
|                                      | | |
| Campeonato Carioca Serie B (1/0)     | 1922. | |

Turnos estaduales no regulares
| Competición estadual                                            | Títulos |
| --------------------------------------------------------------- | ------- |
| Taça José de Albuquerque (3er Turno Estadual) (1)               | 1972.   |
| Troféu Pedro Novaes (3er Turno Estadual) (1)                    | 1973.   |
| Taça Oscar Wright da Silva (2do Turno Estadual) (1)             | 1974.   |
| Taça Nicola Carpinetti (2do Turno Estadual) (1)                 | 1974.   |
| Taça Danilo Leal Carneiro (3er Turno Estadual) (1)              | 1975.   |
| Taça Manoel do Nascimento Vargas Netto (2do Turno Estadual) (1) | 1977.   |
| Taça Gustavo de Carvalho (2do Turno Estadual) (1)               | 1980.   |
| Taça Ney Cidade Palmeiro (2do Turno Estadual) (1)               | 1981.   |
| Taça Brigadeiro Jerônimo Bastos (3er Turno Estadual) (1)        | 1988.   |
| Tercer Turno del Campeonato Carioca (1)                         | 1997.   |

### Torneos internacionales amistosos
- Torneo de París: 1957.
- Torneio Cidade de Metz: 1989.
- Trofeo Teresa Herrera: 1957.

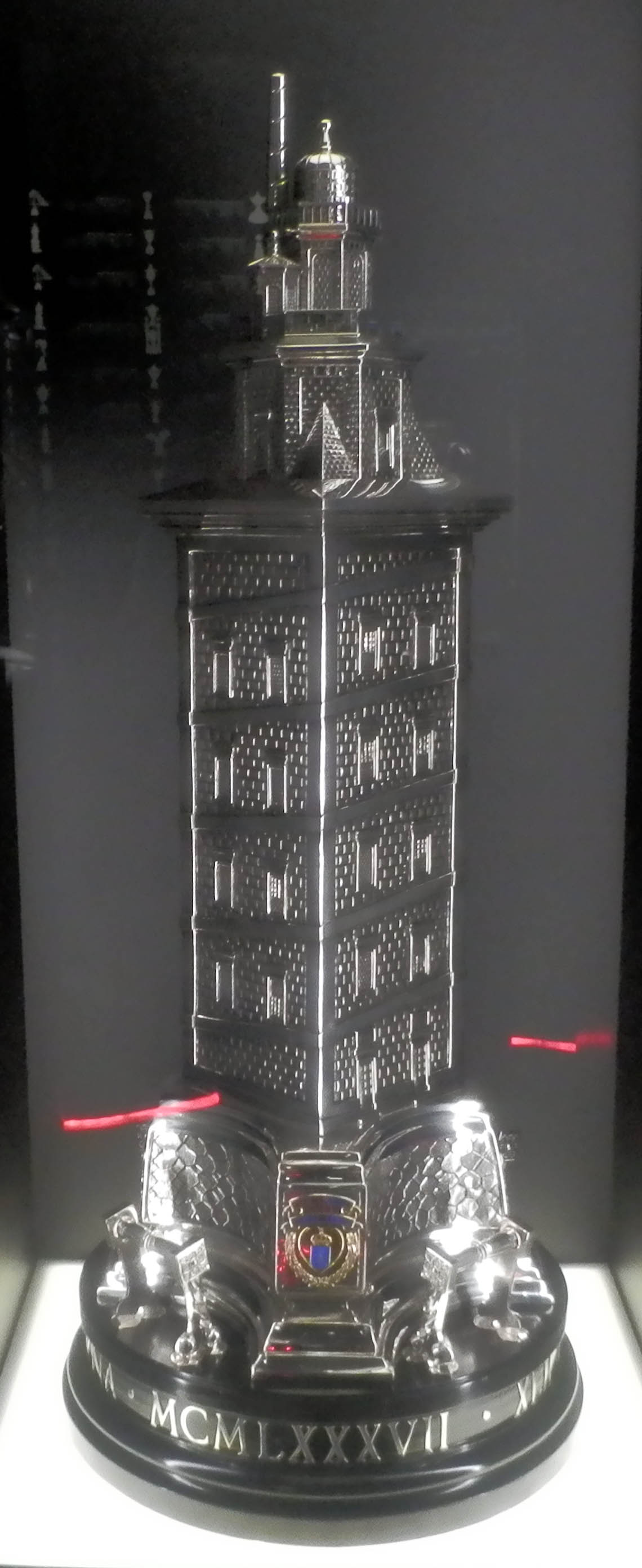
El Vasco da Gama logró el Trofeo Teresa Herrera en 1957.

- Torneo Internacional de Chile: 1953.
- Torneo de Lima: 1957.
- Torneo de Santiago (2): 1957 y 1963.
- Torneo Pentagonal de México: 1963.
- Trofeo 4º Centenário de Río de Janeiro: 1965.
- Trofeo Festa d'Elx: 1979.
- Trofeo Ciudad de Sevilla: 1979.
- Trofeo Colombino: 1980.
- Torneio Ilha de Funchal: 1981.
- Torneo de Verano de Uruguay: 1982.
- Copa de Oro: 1987.
- Copa TAP: 1987.
- Trofeo Ramón de Carranza (3): 1987, 1988 y 1989.
- Torneo de la Amistad: 1991.
- Trofeo Ciudad de Zaragoza: 1993.
- Trofeo Ciudad de Palma: 1995.
- Trofeo Ciudad de Barcelona 1993.
- Trofeo Bortolotti: 1997.
- Serie Río de la Plata: 2024

## Otras disciplinas

### Palmarés de baloncesto
Masculino
- Liga Sudamericana de Clubes (2): 1999 y 2000.
- Campeonato Sudamericano de Clubes Campeones (2): 1998 y 1999.
- Campeonato Brasileiro de Basquete (2): 2000 y 2001.
- Liga Ouro de Basquete (1): 2016.
- Campeonato Estadual de Río de Janeiro (16): 1946, 1963, 1965, 1969, 1976, 1978, 1979, 1980, 1981, 1983, 1987, 1989, 1992, 1997, 2000 y 2001.

Femenino
- Liga Sudamericana Femenina de Clubes de Básquetbol (1): 2002.
- Campeonato Brasileiro de Basquete (1): 2001.
- Campeonato Estadual de Río de Janeiro (3): 2000, 2001 y 2003.

### Palmarés de waterpolo
- 1 vez campeón de la Liga de Brasil de waterpolo masculino.

### Palmarés de fútbol playa
- Mundialito de Clubes (1): 2011.
- Copa Libertadores de Fútbol Playa (3): 2016, 2017 y 2019.[187]
- Campeonato Brasileiro de Clubes de Futebol de Praia (3): 2017, 2019 y 2020.
- Copa Brasil de Clubes de Futebol de Areia (2): 2012[188] y 2014.[189]
- Torneo Río-São Paulo (1): 2010.